# 守安陸
森保 陸（もりやす りく、1995年6月21日 - ）は、大阪府枚方市出身の元サッカー選手。ポジションはDF。

## クラブ歴
ガンバ大阪門真からヴィッセル神戸U-18、京都産業大学を経て、2018年にアルビレックス新潟シンガポールで選手となった。
翌年、関西サッカーリーグ1部のFCティアモ枚方に移籍。しかし同年末に引退を発表した。